# North American F-100 Super Sabre
North American F-100 Super Sabre – samolot myśliwski używany pod koniec eksploatacji jako samolot myśliwsko-bombowy. Bezpośredni następca North American F-86 Sabre. Zaprojektowany jako pierwszy seryjnie produkowany samolot zdolny do przekroczenia prędkości dźwięku w locie poziomym.

## Historia
Początkowo F-100 miał być odmianą F-86 zdolną do lotu z prędkością naddźwiękową. Jednak testy modelu w tunelu aerodynamicznym wykazały, że konstrukcja F-86 nie zachowuje się stabilnie w locie naddźwiękowym, nawet mimo zwiększenia skosu skrzydeł do 45 stopni. Oznaczało to konieczność opracowania całkowicie nowego myśliwca.
Podstawą stały się studyjne wersje F-86 znane jako „Advanced F-86D” i „Advanced F-86E”. Opracowany prototyp nazwano „Sabre 45", a USAF zdecydowało o zakupieniu 2 egz. do testów. Jednak wybuch wojny w Korei sprawił, że potrzeba posiadania naddźwiękowego myśliwca stała się nagląca i prace zdecydowanie przyspieszono. Zaowocowało opracowaniem wersji YF-100, która po wprowadzeniu poprawek, których zażądało USA, przekształcona została w YF-100A.
Pierwszy lot prototypu miał miejsce 25 maja 1953 roku. YF-100A przekroczył już podczas tego pierwszego lotu barierę dźwięku. Jako pokaz możliwości nowego samolotu podpułkownik USA Everest ustanowił w nim rekord prędkości osiągając 1 219,48 km/h.
Pierwotnym zastosowaniem F-100 było wywalczanie przewagi w powietrzu. Jednak podczas wprowadzania do eksploatacji wersji F-100A Super Sabre USA zgłosiło potrzebę wyposażenia samolotu w zdolność do atakowania celów naziemnych i przekształcenia go w myśliwiec uderzeniowy. Zmodyfikowano w ten sposób ostatnie 70 samolotów serii A nadając im nowe oznaczenie F-100 C.
Seria wypadków, jakim ulegały F-100 zaraz po wprowadzeniu do służby, spowodowana była wadliwą konstrukcją usterzenia ogonowego. Problemem było wchodzenie samolotu w głębokie przeciągniecie, które na niskiej wysokości prowadziło do katastrofy. Wadę szybko usunięto, przywracając oryginalną konstrukcję usterzenia z modelu „YF-100A”. Skutkiem tych wypadków była jednak zła opinia, jaką F-100 uzyskał wśród pilotów. Kariera F-100 A w USAF była bardzo krótka. Zakończono wprowadzanie ich do służby w 1955 a wycofano już w 1959. Przekazane zostały do jednostek Air National Guard i do Sił Powietrznych Tajwanu. Nadal jednak miały opinie samolotu „feralnego”. Nie działo się to bez powodu, w różnych wypadkach utracono bowiem prawie 50% wyprodukowanych F-100 A.
Wersję F-100 B opracowywano początkowo jako uniwersalny myśliwiec zdolny do lotów w każdej pogodzie, później jako samolot myśliwsko-bombowy. Ostatecznie z powodu znaczących zmian w konstrukcji zmieniono oznaczenie na F-107A. Samolot nie wszedł jednak do produkcji seryjnej.
Najpopularniejszymi wersjami F-100 były wersje myśliwsko-bombowe F-100C i D. Aby przystosować samolot do zwalczania celów naziemnych poddano go szeregowi modyfikacji polegających na: dodaniu węzłów uzbrojenia pod skrzydłami i kadłubem, możliwości przenoszenia paliwa w skrzydłach, zmianach w awionice (wyposażenie w autopilota).
Poza wspomnianymi wersjami produkowano wariant szkoleniowy F-100F (z niewiadomych przyczyn nie istniał wariant F-100E). Podczas wojny wietnamskiej pełnił on rolę samolotu zwalczającego obronę przeciwlotniczą i stacje radarowe Wild Weasel.
Samolot F-100 zapoczątkował serię samolotów ponaddźwiękowych nazywaną serią stulecia – „the century series”.
F-100 nazywany był w USAF „The Hun”, co stanowiło skrót od „The Hundred” i aluzję do numeru samolotu.

## Zastosowanie bojowe
F-100 nie zdążył być użyty podczas wojny w Korei. Był za to obok Republic F-105 Thunderchief, podstawowym samolotem myśliwsko-bombowym podczas wojny wietnamskiej. Brał udział w operacjach bombowych Bolo i Rolling Thunder oraz podczas całej wojny.

## Wersje
- YF-100 A – prototyp, zbudowano 2 egz.,
- F-100 A – myśliwiec przewagi powietrznej, wybudowano 203 egz.,
- RF-100 A – wersja F-100 A przeznaczona do rozpoznania,
- F-100 B – samolot testowy, przekształcony później w F-107A
- F-100 C – samolot myśliwsko bombowy, konstrukcję F-100 A zmodyfikowano tak, aby możliwe było przenoszenie uzbrojenia na węzłach podwieszanych, dodano także możliwość przenoszenia paliwa w skrzydłach, co zwiększyło zasięg samolotu, zbudowano 476 egz.,
- F-100 D – zmodyfikowana wersja F-100 C, przeznaczona całkowicie do roli samolotu bombowego, poprawiono awionikę i dodano dodatkowe węzły pod kadłubem, na których można było przenosić cięższe (w tym i nuklearne) uzbrojenie, zbudowano 1274 egz.,
- F-100 F – dwumiejscowa wersja szkoleniowa, pełnił też służbę podczas wojny w Wietnamie jako samolot zagłuszający obronę przeciwlotniczą Wild Weasel.

## Konstrukcja
Całkowicie metalowy, średniopłat w układzie klasycznym o skośnych skrzydłach. Samolot posiadał wlot powietrza w przedniej części kadłuba, podobnie jak F-86 i samoloty radzieckie tego okresu (MiG-15, MiG-17, MiG-19). Podwozie chowane, trójpodporowe. Przednia goleń chowana w kadłubie, tylne w kadłubie i skrzydłach.